# MBLAQ
MBLAQ（エムブラック）は、韓国の男性3人組アイドルグループ。同国のソロ歌手RAIN（ピ）が手がけていた。

## 来歴
MBLAQ（Music Boys Live in Absolute Quality）
他にない最高なクオリティでパフォーマンスするボーイズという意味を持つ。

MBLAQは、2009年10月9日・10日に開かれたソロ歌手RAIN（ピ）の公演オープニングステージに上がり、その姿を初めて披露した。そして同年10月14日にファーストミニアルバム『JUST BLAQ』が発売され、オン・オフラインのチャートで1位を占めるという勢いを見せた。

グループでの活動のほか個人での活動も目覚しく、特にメインダンサーのイ・ジュンは、ドラマや映画多数・ハリウッド映画・バラエティー番組などあらゆるメディアで活躍。
2011年5月4日にシングル「Your Luv」で日本デビュー。オリコンデイリーチャート1位、ウィークリーチャートでも2位を獲得。リリースイベントでは約46,500人を動員した。

2014年12月16日、イジュン及びチョンドゥンは契約満了により脱退を発表。以後は3人グループとして活動するとしたが、主要メンバー2名の脱退により、実際には活動できていない状況が続いている。

## メンバー
スンホ
ハングル表記：승호 英語表記：SEUNGHO
- 本名：ヤン・スンホ（ハングル表記：양승호 英語表記：Yang Seung-Ho）
- 生年月日：1987年10月16日（37歳）
- 出身：京畿道安養市
- 身長：175.3cm、体重：70kg、血液型：A型
- 学歴：世宗大学映画芸術学科休学中
- 趣味：音楽鑑賞、機械をいじること（車も直せる）、ボウリング
- 特技：器械体操、ダンス、カードマジック、ピアノ、ボイスパーカッション、編み物
- 担当：リーダー、リードボーカル
- 座右の銘：僕を見て笑え、僕は夢を見て笑う
- 家族：弟がいる(メンバーで唯一姉がいない)

G.O（ジオ）
ハングル表記：지오 英語表記：G.O
- 本名：チョン・ビョンヒ（ハングル表記：정병희 英語表記：Jeong ByungHee）
- 生年月日：1987年11月6日（37歳）
- 身長：177cm、体重：64kg、血液型：A型
- 学歴：国際デジタル大学レジャースポーツ学科在学
- 趣味：料理、作詞作曲
- 特技：歌、ダンス
- 担当：メインボーカル
- 家族：姉が2人いる

ミル
ハングル表記：미르 英語表記：MIR
- 本名：パン・チョリョン（ハングル表記：방철용 英語表記：Bang ChulYong）
- 生年月日：1991年3月10日（34歳）
- 出身：全羅南道長城郡
- 身長：175cm、体重：68kg、血液型：A型
- 学歴：慶熙サイバー大学情報通信文化学部在学
- 趣味：ギャグ(特にものまね)、読書
- 特技：歌、ダンス
- 担当：ラップ
- 家族：姉が2人いる。姉は女優のコ・ウナ

### 旧メンバー
イ・ジュン
ハングル表記：이준 英語表記：LEE JOON
- 本名：イ・チャンソン(ハングル表記：이창선 英語表記：Lee ChangSun)
- 生年月日：1988年2月7日（37歳）
- 出身：ソウル特別市
- 身長：178cm、体重：65kg、血液型：A型
- 学歴：韓国芸術総合学校舞踊科卒業
- 趣味：運動、寝ること
- 特技：モダン舞踊、バレエ、ダンス
- 担当：ボーカル、メインダンサー
- 家族：父、母、姉

チョンドゥン
ハングル表記：천둥 英語表記：CHEONDUNG
- 本名：パク・サンヒョン（ハングル表記：박상현 英語表記：Park SangHyun）
- 生年月日：1990年10月7日（34歳）
- 出身：釜山広域市
- 身長：180cm、体重：65kg、血液型：A型
- 趣味：音楽鑑賞、作詞作曲
- 特技：踊り、ラップ、歌、英語、フィリピン語
- 担当：ラップ、ボーカル
- 家族：姉が2人いる。姉は2NE1のパク・サンダラ

## ディスコグラフィー

### 韓国

#### ミニアルバム
JUST BLAQ（2009年10月14日）
1. Oh Yeah
2. G.O.O.D Luv
3. My Dream

Y（2010年5月17日）
1. 4Ya' Stereo - Intro
2. Y
3. One Better Day
4. What u Want
5. Last Luv

MONA LISA（2011年7月23日）
1. Ojos Frios (Bandoneon by 고상지)
2. モナリザ (Mona Lisa)
3. 分からない (모르겠어요)
4. 分かっているでしょう (알면서 그래)
5. ONE
6. 言わない方が良かった... (말하지 말걸...)

100%Ver.（2012年1月10日）
1. Run
2. 戦争だ (전쟁이야)
3. 落書き (낙서)
4. くらっとする彼女(아찔한 그녀)
5. Hello My Ex

BLAQ%Ver.（2012年3月21日）
1. BLAQ% (Theme / Feat. 이단옆차기)
2. 100%
3. 愛が来る (사랑이 온다)
4. Run
5. 戦争だ (전쟁이야)
6. 落書き (낙서)
7. くらっとする彼女(아찔한 그녀)
8. Hello My Ex

Sexy Beat（2013年6月4日）
1. Sexy Beat
2. Smoky Girl (스모키걸)
3. R U OK?
4. Celebrate
5. 少女 (소녀)
6. Dress Up

Love Beat（2013年8月12日）
1. No Love
2. I Don't Know
3. 祈り (기도)
4. Sexy Beat
5. Smoky Girl (스모키걸)
6. R U OK?
7. Celebrate
8. 少女 (소녀)
9. Dress Up

Broken（2014年3月24日）
1. Broken (Intro.)
2. 男らしく (Be a man)（남자답게）
3. 僕たちの仲（우리사이）
4. 12ヶ月 (12개윌)
5. 鍵 (열쇠)
6. 二人だから（둘이라서）
7. Still with you (Outro.)

겨울（冬）（2014年11月25日）
1. Live In The Past
2. 春 夏 秋 そして...（봄 여름 가을 그리고…）
3. You Ain’t Know
4. 大丈夫というその言葉 (Feat. ヘミ Of FIESTAR)（괜찮을 거란 그 말 (Feat. 혜미 Of 피에스타)）
5. 錆(Unplugged Ver.)（녹(Unplugged Ver.)

MIRROR（2015年6月9日）
1. Resurrection
2. 鏡 (거울)
3. 日常 (일상)
4. Hey U
5. Eyes on you
6. I know u want me
7. 四季、24時間 (사계절, 24시간)
8. 木 (나무)

#### アルバム
BLAQ STYLE（2011年1月10日）
1. Sad Memories(Intro)
2. Stay
3. Cry
4. 君よ(그대여)
5. 捨てる(버린다)
6. 錆(녹)
7. Tonight
8. もしこうじゃなかったら(이러지 않았으면 해)
9. You're my +
10. Rolling U
11. Oh Yeah (C-Luv & Blue Magic Remix)
12. Y (JR Groove Remix)
13. また別のスタート(또 다른 시작 (Outro))

BLAQ STYLE 3D EDITION（2011年2月22日）
1. Sad Memories(Intro)
2. 再び(다시)
3. 帰って来れない(돌아올 수 없는)
4. You
5. Stay
6. Cry
7. 君よ(그대여)
8. 捨てる(버린다)
9. 錆(녹)
10. Tonight
11. もしこうじゃなかったら(이러지 않았으면 해)
12. You're my +
13. Rolling U
14. Oh Yeah (C-Luv & Blue Magic Remix)
15. Y (JR Groove Remix)
16. また別のスタート(또 다른 시작 (Outro))

#### OST
1. RUNNING&RUNNING / ドラマ 도망자 플랜 비 (逃亡者 プランB)
2. BangBangBang / ドラマ 도망자 플랜 비 (逃亡者 プランB)
3. I Belong To You / ドラマ 내게 거짓말을 해봐 (私に嘘をついてみて)
4. You and I / ドラマ 여인의 향기 (女の香り)
5. 천국이니까 (Winter Rain) / ドラマ 드라마의 제왕 (ドラマの帝王)

### 日本
シングル
|        | タイトル                     | 発売日   | タイアップ                                    | 最高   | 登場   |        |
| 2011年 | 2011年                       | 2011年   | 2011年                                        | 2011年 | 2011年 | 2011年 |
| ------ | ---------------------------- | -------- | --------------------------------------------- | ------ | ------ | ------ |
| 1st    | Your Luv                     | 5月4日   | アニメ「ブレイド」インスパイアソング          | 2位    | 12回   |        |
| 2nd    | Baby U!                      | 10月26日 | NTV系アニメ「べるぜバブ」オープニング・テーマ | 2位    | 4回    |        |
| 2013年 |                              |          |                                               |        |        |        |
| 3rd    | MONA LISA -Japanese Version- | 3月27日  |                                               | 15位   | 4回    |        |
| 2014年 |                              |          |                                               |        |        |        |
| 4th    | Still in Love                | 2月26日  |                                               | 14位   |        |        |

アルバム
| Best | BLAQ MEMORIES -BEST in KOREA- | 3月7日 | 18位 | 2回 |

DVD
| タイトル                                             | 発売日   | 最高   | 登場   |        |        |        |
| 2010年                                               | 2010年   | 2010年 | 2010年 | 2010年 | 2010年 | 2010年 |
| ---------------------------------------------------- | -------- | ------ | ------ | ------ | ------ | ------ |
| MBLAQチョンドゥンのドキドキ課外授業                  | 12月17日 |        |        |        |        |        |
| 2011年                                               |          |        |        |        |        |        |
| K-POP ドリームコンサート 2010 春                     | 7月27日  | 30位   | 5回    |        |        |        |
| 青春不敗～G7のアイドル農村日記～ シーズン2 DVD-BOX 1 | 8月5日   | 237位  | 1回    |        |        |        |
| K-POP ドリームコンサート 2010 秋                     | 8月31日  | 14位   | 3回    |        |        |        |
| 青春不敗～G7のアイドル農村日記～ シーズン2 VOL.3     | 9月2日   |        |        |        |        |        |
| MONA LISA STYLE                                      | 12月7日  | 45位   | 1回    |        |        |        |
| 2012年                                               |          |        |        |        |        |        |
| 百点満点 -全国アイドル体育大会-                      | 1月13日  | 41位   | 2回    |        |        |        |
| MEN in MBLAQ 2011 THE 1st LIVE CONCERT               | 6月27日  | 65位   | 1回    |        |        |        |
| MBLAQ IT'S WAR MUSIC STORY                           | 6月27日  | 149位  | 1回    |        |        |        |
| 2013年                                               |          |        |        |        |        |        |
| MBLAQ 2012 THE BLAQ% TOUR in JAPAN                   | 6月12日  | 35位   | 1回    |        |        |        |

※順位、回数はオリコンウィークリーチャート

## 受賞歴
- 2010.11　第17回大韓民国芸能芸術賞『グループ歌手賞』
- 2011.12　第19回大韓民国文化芸能大賞『アイドル音楽大賞』
- 2012.1    Golden Disk Awards 2011 『ディスク音盤本賞』受賞